# Droga krajowa B66 (Austria)
Droga krajowa B66 (Gleichenberger Straße)  - droga krajowa na południowym wschodzie Austrii. Arteria zaczyna się na skrzyżowaniu z Gleisdorfer Straße na wschód od Gleisdorfu i biegnie w kierunku południowym. Jedno-jezdniowa trasa kończy się na skrzyżowaniu z B69 w pobliżu miasta Halbenrain tuż przy granicy ze Słowenią.